# Blackhawk (Kalifornia)
Blackhawk statisztikai település az USA Kalifornia államának Contra Costa megyéjében. Lakosainak száma 9637 fő (2020. április 1.).

## Népesség
A település népességének változása:

| 2010 | 9 354 |
| 2020 | 9 637 |